# Raja Amari
Raja Amari, född 1971, är en tunisisk filmregissör. Hon föddes i Tunis, och utbildade sig till dansare vid Conservatoire de Tunis. Hon lärde sig även italienska vid Società Dante D'Alighieri, franska vid Tunis universitet, och skrev för det tunisiska filmmagasinet Cinécrits. 1995 började hon studera på den franska filmskolan La Fémis i Paris.  

## Filmer
- Le Bouquet, 1995
- Avril , 1998
- Un soir de juillet, 2000
- Satin rouge, 2002
- Sur le traces de l'oubli (dokumentär),  2004
- Dowaha / Les secrets , 2009
- Tunisian Spring, 2014